# Oud-Beijerland
Oud-Beijerland – gmina w Holandii, w prowincji Holandia Południowa.